# Sojus TMA-19M
Sojus TMA-19M ist eine Missionsbezeichnung für einen Flug des russischen Raumschiffs Sojus zur Internationalen Raumstation. Im Rahmen des ISS-Programms trägt der Flug die Bezeichnung ISS AF-45S. Es war der 45. Besuch eines Sojus-Raumschiffs an der ISS und der 151. Flug im Sojusprogramm.

## Besatzung

### Hauptbesatzung
- Juri Iwanowitsch Malentschenko (6. Raumflug), Kommandant (Russland/Roskosmos)
- Timothy Peake (1. Raumflug), Bordingenieur (Vereinigtes Königreich/ESA)
- Timothy Kopra (2. Raumflug), Bordingenieur (USA/NASA)

### Ersatzmannschaft
- Anatoli Alexejewitsch Iwanischin (2. Raumflug), Kommandant (Russland/Roskosmos)
- Takuya Ōnishi (1. Raumflug), Bordingenieur (Japan/JAXA)
- Kathleen Rubins (1. Raumflug), Bordingenieurin (USA/NASA)

## Missionsbeschreibung
Die Mission brachte drei Besatzungsmitglieder der ISS-Expeditionen 46 und 47 zur Internationalen Raumstation. Mit Tim Peake flog erstmals ein britischer ESA-Astronaut zur ISS; seine Mission lief unter der ESA-Bezeichnung „Principia“. Juri Malentschenko erreichte als zweiter Kosmonaut die sowjetische/russische Rekordmarke von sechs Raumflügen.
Nach einem rund sechsstündigen Anflug koppelte das Raumschiff am 15. Dezember 2015, 17:33 UTC an die ISS an. Das Andocken am Modul Rasswet musste wegen eines technischen Problems bei der automatischen Annäherung an die ISS manuell von Kommandant Malentschenko durchgeführt werden. Nachdem das Raumschiff aus Sicherheitsgründen selbstständig etwa 100 Meter zurückgesetzt hatte, führte Malentschenko dann einen manuellen Anflug aus. Mit der um lediglich neun Minuten verspäteten Ankunft von Sojus TMA-19M wurde die Stammbesatzung der Internationalen Raumstation wieder auf sechs Personen aufgestockt.
Sojus TMA-19M koppelte am 18. Juni 2016 pünktlich um 5:52 UTC mit Malentschenko, Peake und Kopra an Bord ab. Damit begann auf der ISS die Expedition 48 mit Jeffrey Williams als Kommandant. Der Deorbit Burn begann um 8:22 UTC und brachte die Landekapsel um 8:52 UTC in die dichteren Bereiche der Erdatmosphäre. Der Bremsschirm wurde in 10,8 Kilometern Höhe aktiviert, in etwa 7,5 Kilometern Höhe entfaltete sich der riesige weiß-orange gestreifte Hauptfallschirm. Die Landung erfolgte schließlich um 9:14 UTC 148 km südöstlich von Scheskasgan mitten in der Steppe Kasachstans.

## Galerie

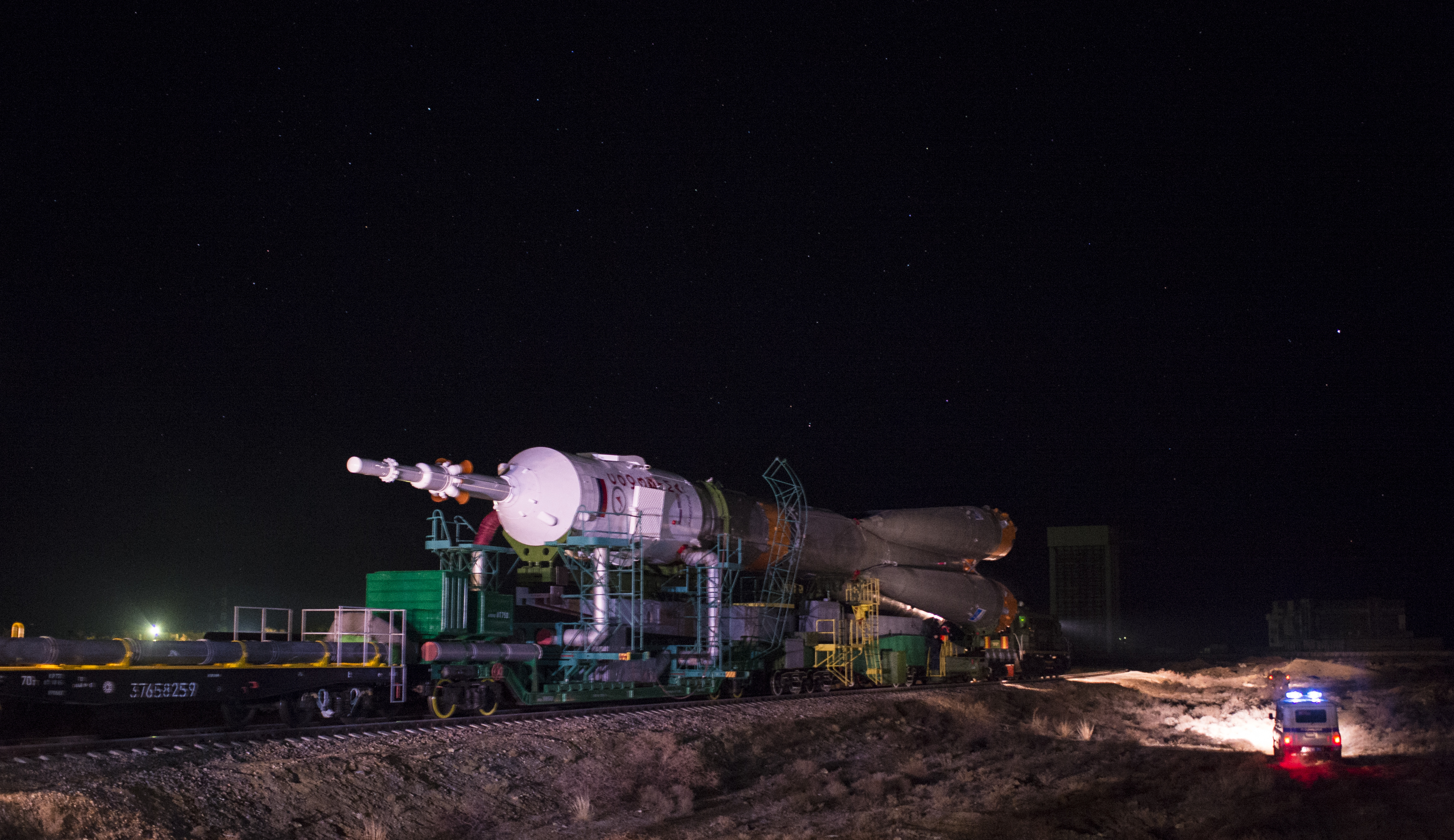
Der Rollout der Rakete am 13. Dezember 2015
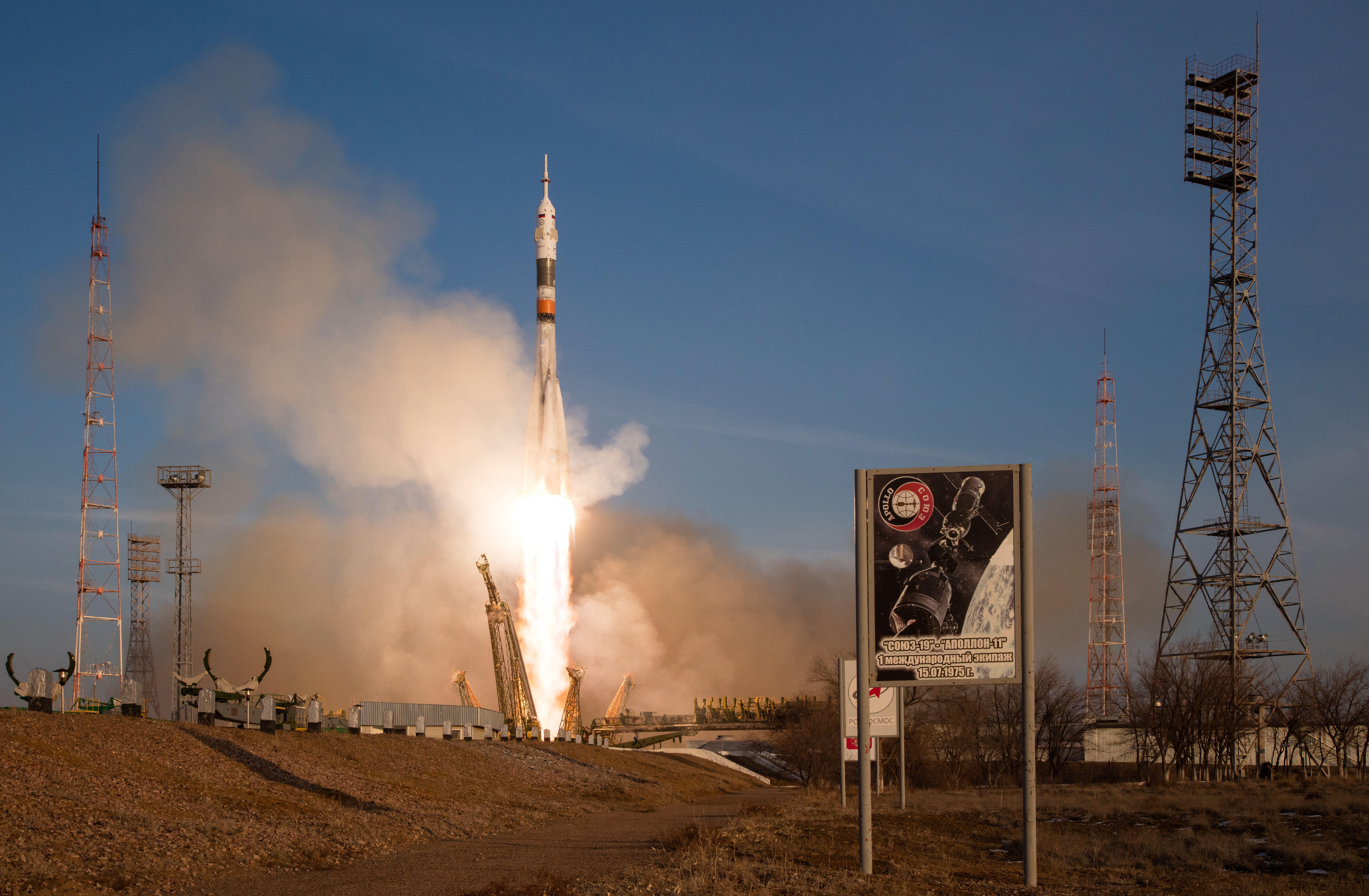
Der Start am 15. Dezember
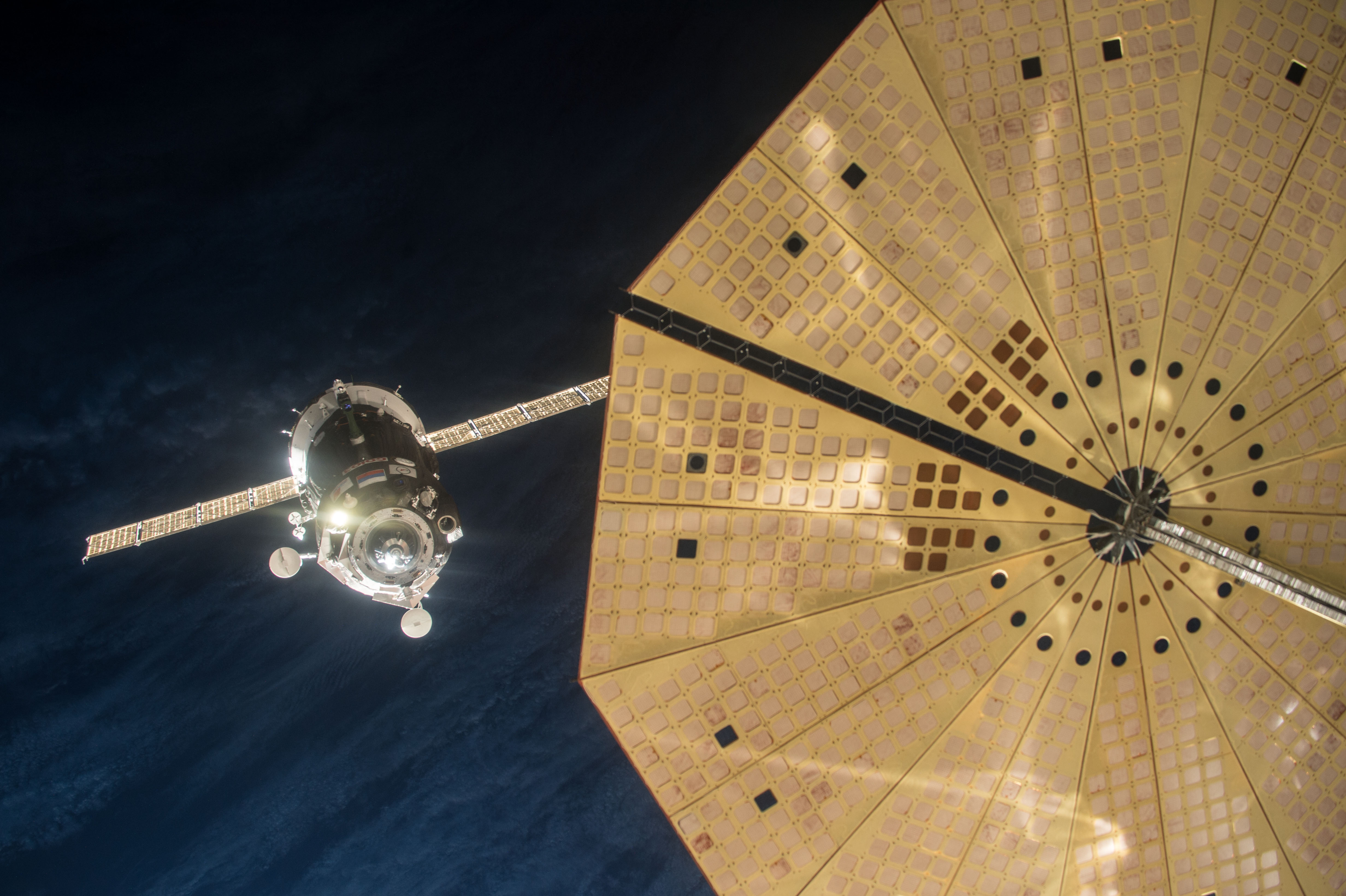
Das Raumschiff kurz vor dem Docken
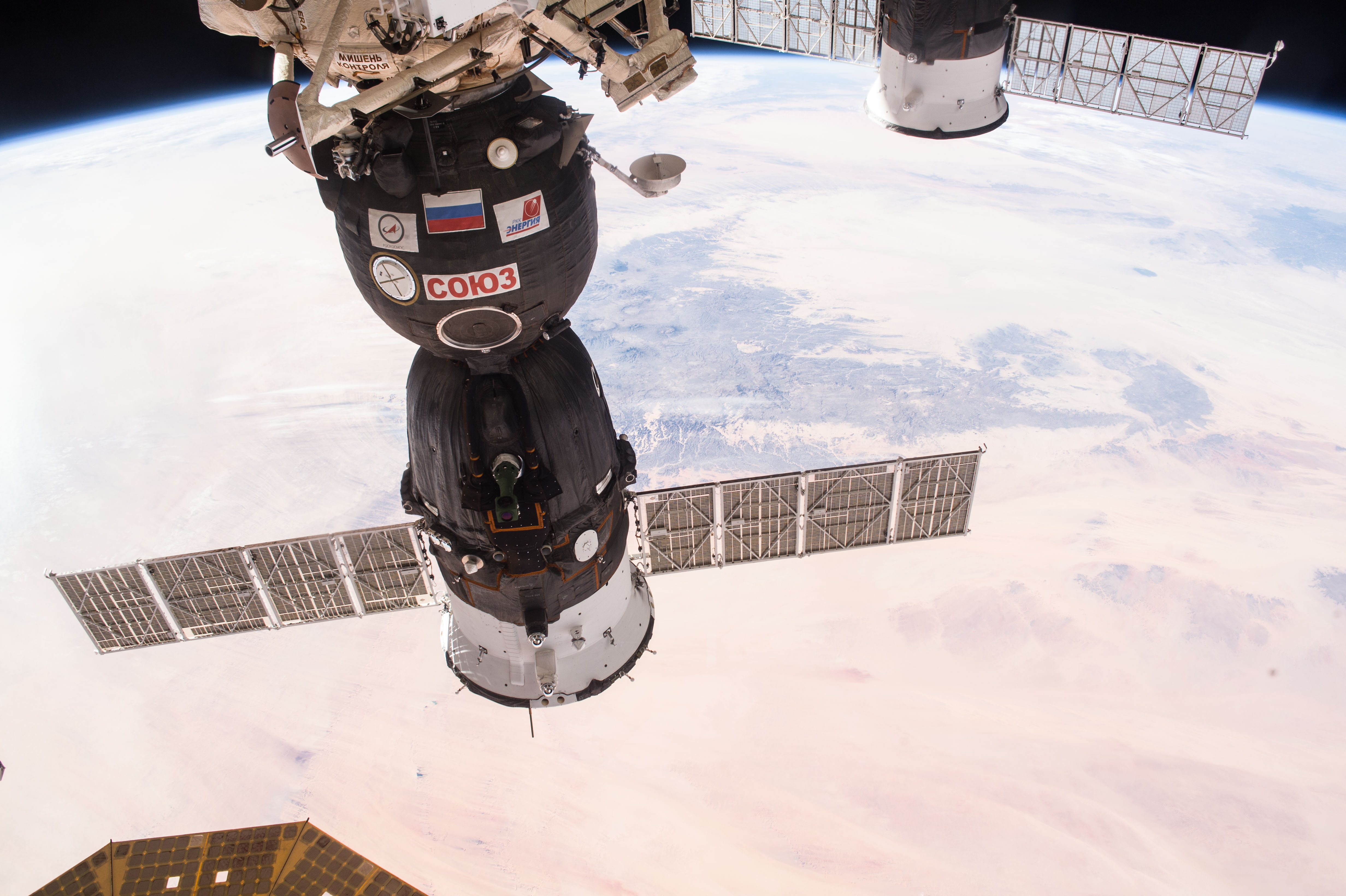
Das Raumschiff an der ISS über dem Tibesti-Gebirge am 3. Jan. 2016
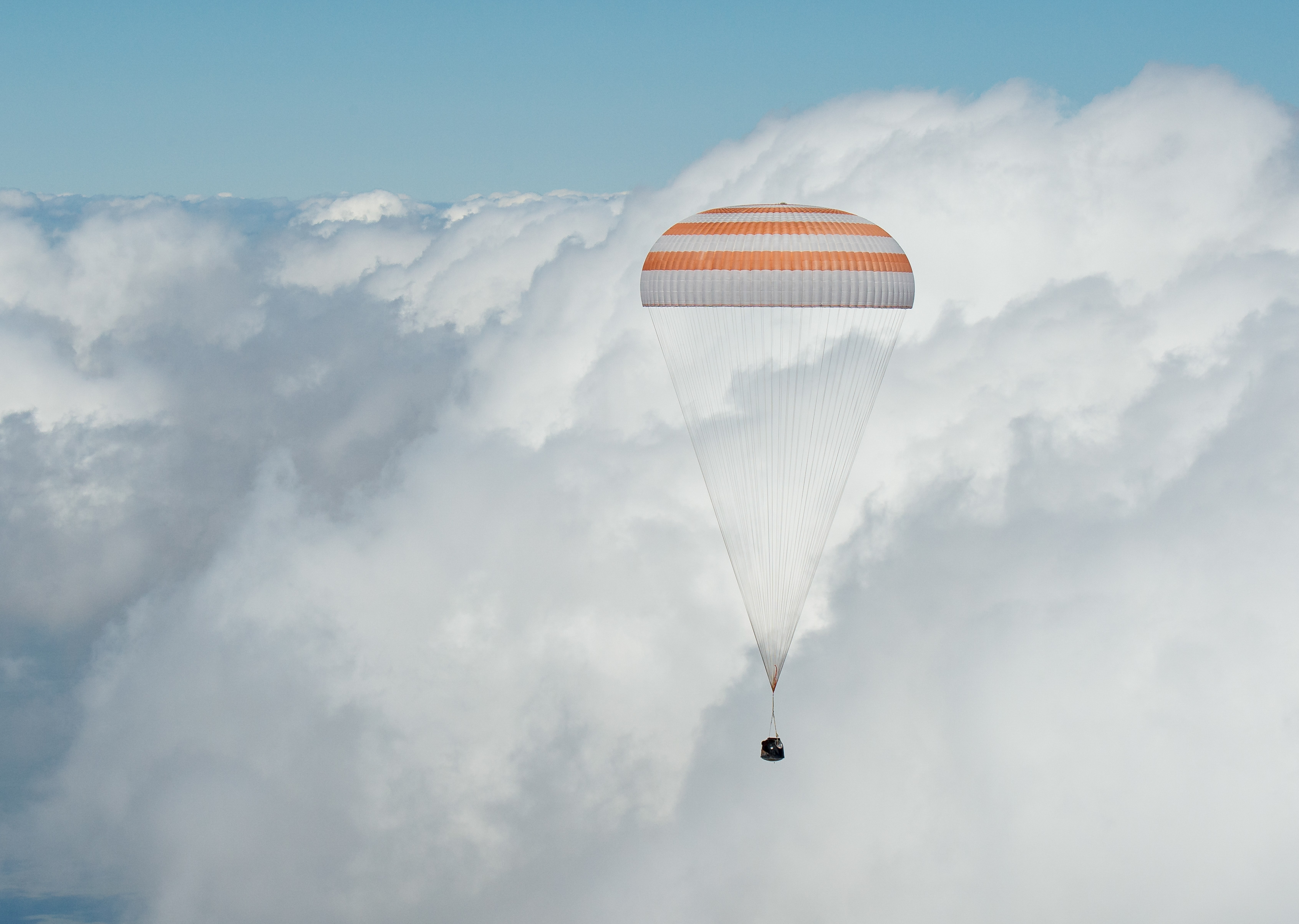
Die Landekapsel am Fallschirm am 18. Juni 2016
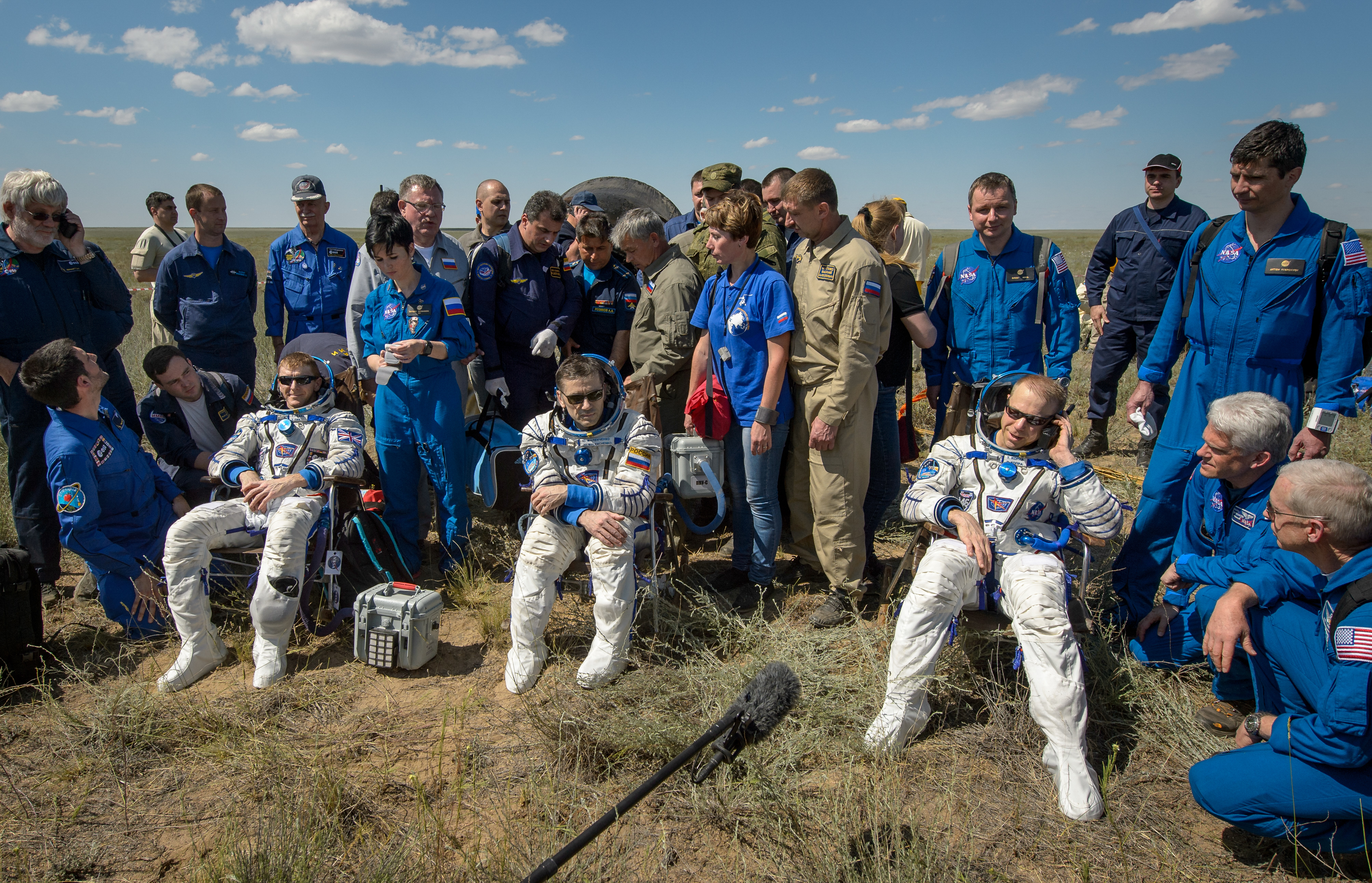
Die Crew mit den Helfern kurz nach der Landung